# Alexander Cunningham (Indologe)

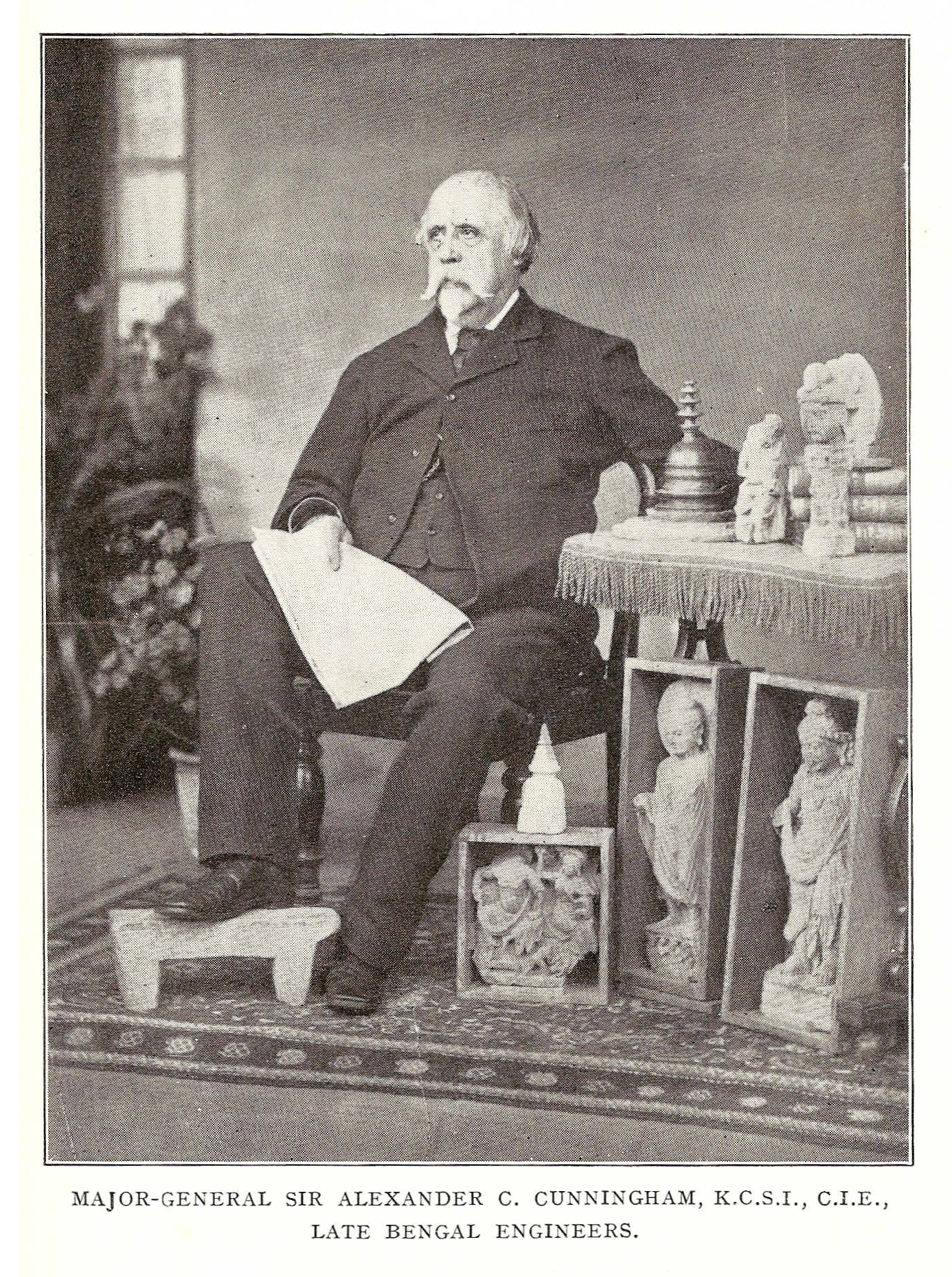
Sir Alexander Cunningham

Sir Alexander Cunningham (* 23. Januar 1814 in London; † 28. November 1893 ebenda) war ein britischer Indologe. Er veröffentlichte mehrere Schriften – hauptsächlich zur Geschichte und Kunst des Buddhismus.

## Leben und Werk
Alexander Cunningham diente als britischer Ingenieuroffizier in Indien; in dieser Funktion baute er Brücken, skizzierte die geographische Grenze zwischen Ladakh und Tibet und unternahm viele Reisen, auf denen er anfing, sich mit der Kunst und Archäologie des indischen Subkontinents auseinanderzusetzen. Um die Mitte des 19. Jahrhunderts entdeckte er – damals noch in Militärdiensten – den Hügel und den Stupa von Mohenjo-Daro (heute Sindh, Pakistan), stufte deren Lehmziegelarchitektur jedoch als unbedeutend ein. 1861 schied er im Rang eines Major-General der Royal Engineers aus dem Armeedienst aus.
Im Jahr 1861 wurde er zum ersten Direktor des britisch-indischen Antikendienstes berufen, der jedoch aus Geldmangel bereits 1865 seine Tätigkeit einstellen musste. Cunningham kehrte nach England zurück und verfasste den ersten Teil der Ancient Geography of India. Im Jahr 1871 wurde der Archaeological Survey of India begründet, zu dessen erstem Direktor Cunningham ernannt wurde. In dieser Position setzte er seine Studien und Reisen fort, wobei allmählich auch sein Interesse für die hinduistische Kunst und Architektur zu erwachen begann – so war er der erste, der sich mit den frühen Gupta-Tempeln befasste. Bei Sanchi entdeckte er die Satdhara- und Sonari-Stupas wieder. Cunningham gilt als einer der Begründer der indischen Archäologie und Numismatik. Er führte unter anderem in Harappa, Bharhut und Sanchi Ausgrabungen durch.
Ab dem Jahr 1875 war er korrespondierendes Mitglied der Preußischen Akademie der Wissenschaften.
Im Jahr 1877 erschien der erste Band des von Cunningham initiierten, aber inzwischen wiederholt ergänzten Corpus Inscriptionum Indicarum.
In Anerkennung seiner Leistungen war er 1870 als Companion (CSI) in den Order of the Star of India und 1878 als Companion (CIE) in den Order of the Indian Empire aufgenommen worden. Am 15. Februar 1887 wurde er schließlich als Knight Commander des Order of the Indian Empire (KCIE) in den persönlichen Adelsstand erhoben.

## Schriften
- The Bhilsa Topes; Or, Buddhist Monuments of Central India. Smith, Elder & Co. u. a., London u. a. 1854, (Digitalisat; Nachdruck: Munshiram Manoharlal Publishers, New Delhi 1997, ISBN 81-215-0759-6).
- Coins of ancient India from the earliest times down to the seventh century A.D. Quaritch, London 1891, (Digitalisat; Nachdruck: Asian Educational Services, New Delhi u. a. 1990, ISBN 81-206-0606-X).
- Mahâbodhi or the Great Buddhist Temple under the Bodhi Tree at Buddha-Gaya. Allen & Co., London  1892, (Digitalisat; Nachdruck: Munshiram Manoharlal Publishers, New Delhi 1998, ISBN 81-215-0813-4).